# Vjačeslav Platonovič Trojanov
Vjačeslav Platonovič Trojanov (18. říjen 1875 – jaro 1918) byl ruský generál, který se proslavil hlavně velením československým legiím u Zborova.

## Životopis
Vjačeslav (Václav) se narodil roku 1875 v Charkovské gubernii do šlechtické rodiny. Vystudoval reálku v Izjumi. Roku 1894 se stal členem 124. Voroněžského pěšího pluku carské armády. O dva roky později se stal žákem Čugujevského junkerského učiliště. Studium zde ukončil 29. března 1899 a byl přidělen k 34. pěšímu Sevskému pluku. V řadách tohoto pluku se účastnil války s Japonskem (tehdy v hodnosti poručíka) a nastoupil, už jako major, do první světové války. Projevil se jako statečný a schopný důstojník. Brzy byl povýšen na podplukovníka.
20. května 1915 se stal Trojanov, díky svým bohatým zkušenostem s průzkumem, velitelem České družiny. Brzy poté byl povýšen na plukovníka. Družina těsně před tím prodělala těžké boje a utrpěla vážné ztráty. Její nový velitel ji však dokázal vrátit bojeschopnost a získal si tím u Čechoslováků velkou oblibu.
Pod Trojanovovým velením se na konci roku 1915 Česká družina přetvořila na první střelecký pluk sv. Václava. Na jaře 1916 se zformoval druhý československý pluk Krále Jiřího z Poděbrad a vznikla tak Československá střelecká brigáda. Ta 1.–2. července 1917 vyhrála slavnou bitvu u Zborova. Trojanov byl za toto vítězství povýšen na generálmajora a pověřen velením 1. finské střelecké divize.
Se svou divizí byl Trojanov vyslán na rumunskou frontu. Tam byla zastižena říjnovou revolucí a sám Trojanov padl při střetu s rudoarmějci.

## Vyznamenání
- Řád svatého Stanislava, III. třída s meči a mašlí, 1904 (carské Rusko)
- Řád svaté Anny, IV. třída, 1904 (carské Rusko)
- Řád svatého Vladimíra , IV. třída s meči a mašlí, 1905 (carské Rusko)
- Řád svaté Anny, III. třída s meči a mašlí, 1905 (carské Rusko)
- Řád svatého Stanislava, II. třída s meči, udělen 05.02.1915 (carské Rusko)
- Řád sv. Jiří, IV. třída, udělen 26.03.2015 (carské Rusko)
- Řád svatého Vladimíra , III. třída, udělen 30.01.2017 (carské Rusko)